# Ornithogalum sigmoideum
Ornithogalum sigmoideum là một loài thực vật có hoa trong họ Măng tây. Loài này được Freyn & Sint. mô tả khoa học đầu tiên năm 1896.